# Paweł Kuczyński
Paweł Kuczyński (Stettino, 12 agosto 1976) è un artista polacco.
Si è laureato presso l'Università di Belle Arti di Poznań in specializzazione Grafica. Ha vinto numerosi premi per la pace.
Le sue opere sono note per criticare il sistema della società moderna, utilizzando composizioni surreali e satiriche che evidenziano alcuni paradossi e carenze della globalizzazione, la politica, l'economia e gli altri aspetti della società.

## Premi
L'artista ha vinto ben 102 premi (fino al 2015). Nel 2005 Paweł Kuczynski ha ricevuto il premio "Erik" dell'Associazione dei fumettisti polacchi .
Nel 2010, ha ricevuto il premio d'argento dall'"International Cartoon Dicaco Coontest".
Nel 2012, ha ricevuto il "Özel Ödülü NTV", premio speciale del 28° canale Internazionale di Nasreddin Hodja Cartoon Contest..
Nel 2013, ha ricevuto la targa d'argento al 17 ° Salone del Cartoons Antiwar a Kragujevac, in Serbia..